# نعنای گربه‌ای
نعناع گربه‌ای، پونه‌سای گربه‌ای، (نام علمی: Nepeta cataria) نام یک گونه از تیره نعناعیان است.
این گیاه به‌طور گسترده در شمال اروپا، نیوزیلند و آمریکای شمالی بومی‌سازی شده است. این گیاه، گیاهی چند ساله با عمر کوتاه از خانواده نعناع است که به ارتفاع ۳۰ تا ۱۰۰ سانتی‌متر (۱۲ تا ۳۹ اینچ) رشد می‌کند و ساقه‌های مربعی، برگ‌های خاکستری مایل به زرد با شکل‌های متنوع و لبه‌های دندانه‌دار، گل‌های کوچک معطر دو لبه‌ای که در خوشه‌های خوشه‌ای قرار گرفته‌اند و فندقه‌های کوچک سه‌طرفه‌ای حاوی یک تا چهار دانه تولید می‌کند. این گیاه در سال ۱۷۵۳ توسط کارل لینه توصیف شد، بدون زیرگونه اما مترادف‌های گیاه‌شناسی متعدد، و نام آن - برگرفته از لاتین قرون وسطایی - نشان دهنده ارتباط تاریخی آن با گربه‌ها و نام‌های سنتی مختلف است که به قرون وسطی در انگلستان برمی‌گردد.